# François Adam
François Adam (* Saint-Georges-sur-Meuse, 24 de septiembre de 1911- † Amay, 4 de mayo de 2002). Fue un ciclista belga, profesional entre 1932 y 1944, cuyos mayores éxitos deportivos los obtuvo en la Vuelta a España donde logró 2 victorias de etapa.

## Palmarés
| 1932 - Bruselas-Jupille 1934 - Charleville 1935 - 2 etapas en la Vuelta a España - París-Estrasburgo - 1 etapa en el Derby du Nord - 1 etapa en el Tour de l'Ouest 1936 - París-Saint Jean d’Angély - 1 etapa en la París-Saint Jean d’Angély | 1937 - 1 etapa en la París-Saint Jean d’Angély - París-Sedan - Bruselas-Verviers 1939 - 1 etapa en la Vuelta a Marruecos 1941 - Flemalle 1942 - Flemalle |